# Copromorpha
Copromorpha Meyrick, 1886 è un genere di lepidotteri appartenente alla famiglia Copromorphidae, presente in Asia, Oceania e Africa con 26 specie.

## Etimologia
Il nome del genere deriva dai termini greci κόπρος (cópros=sterco), e μορϕή (morphé=forma, figura), con riferimento alle sembianze di queste falene, che allo stadio adulto attuano una forma di criptismo per difendersi dai predatori.

## Descrizione
I rappresentanti di questo genere sono falene eteroneure appartenenti ai Ditrysia, con taglia relativamente piccola (apertura alare compresa tra 12 e 36 mm) e abitudini principalmente notturne.

### Adulto

#### Capo
Il capo presenta piccole scaglie frontali, non molto sollevate e tutte rivolte verso il basso, nonché ciuffi di scaglie più o meno sollevate ai lati del vertice.
Nell'apparato boccale,la spirotromba è presente e priva di scaglie, mentre i palpi labiali sono sviluppati e rivolti verso l'alto.
Le antenne sono di forma variabile e non molto lunghe, con lo scapo privo di un pecten; i chaetosemata sono assenti.

#### Torace
Nelle zampe, l'epifisi è presente e la formula degli speroni tibiali è 0-2-4.
L'ala anteriore è di forma quasi rettangolare, con macchie e geometrie di varia natura, su uno sfondo che è di regola grigiastro o marroncino. La spinarea è sempre presente. Nella femmina, il frenulum è costituito di regola da due o tre setole. Sc è libera e molto robusta nel tratto basale; si osserva confluenza tra Rs2 ed Rs3, mentre Rs1 ed Rs4 corrono separatamente dalla cellula discale fino al termen; M2 parte dalla cellula discale più vicino a M3 che a M1; CuA1 e CuA2 sono entrambe presenti (la prima molto ravvicinata a M3), mentre CuP è solo vestigiale e appena accennata; 1A+2A presenta una breve biforcazione basale, mentre 3A è assente. Sono ben distinguibili i caratteristici "ciuffi" di scaglie sollevate.
Nell'ala posteriore, più triangolare e solitamente di un unico colore alquanto uniforme, Sc+R è discretamente inspessita nella regione basale; Rs non presenta ramificazioni, ed M2 parte dalla cellula discale più vicino a M3 che a M1; i due rami di CuA sono entrambi presenti, così come CuP, che qui appare ben definita e pressoché rettilinea; a ridosso della base di CuA, si osserva in molti casi, e soprattutto nelle femmine, una sorta di "pettine" costituito da una frangia di scaglie piliformi; 1A+2A non mostra biforcazione basale, mentre 3A è presente.

#### Addome
Nell'addome dei maschi si osserva una coppia di coremata, posti in prossimità del margine posteriore. Il secondo sternite non presenta scaglie nella parte anteriore.
Nell'apparato genitale maschile l'uncus è ben sviluppato. I socii sono assenti. Il vinculum risulta privo di saccus. L'edeago presenta un coecum penis, sebbene non così lungo quanto quello dei Carposinidae, e uno o più cornuti.
Nel genitale femminile, l'ovopositore non appare allungato. Le apofisi posteriori sono più lunghe di quelle anteriori. Il ductus bursae è membranoso e il corpus bursae è provvisto di un signum.

### Uovo
Dati non disponibili.

### Larva
Le larve possiedono di regola una cuticola densamente rivestita di spinule smussate, ma non si osserva la presenza di setole secondarie. A maturazione completa non superano solitamente i 10 mm di lunghezza.

#### Capo
Il capo è ipognato. Il frontoclipeo appare più allungato che largo. Sono presenti sei stemmata, di cui i primi cinque su un semicerchio e il sesto un po' più distante. Le setole anteriori A1, A2 ed A3 sono disposte a triangolo ottuso, con A2 più lontana dagli stemmata.

#### Torace
Nel protorace, alquanto sviluppato, le setole laterali L sono due, rette da pinacula diversi. Gli spiracoli protoracici sono un po' più ingranditi.
La setola subventrale SV è singola sul meso- e metatorace.

#### Addome
Nell'addome, nei primi otto segmenti, la setola laterale L2 è disposta anterodorsalmente rispetto a L1, ma non molto lontana da quest'ultima. La setola subdorsale SD1 è collocata anterodorsalmente rispetto agli spiracoli. La setola dorsale D1 è assente sul IX segmento.
Il gruppo SV è a singola setola sui segmenti I, II, VIII e IX, a doppia setola sul VII e a tripla nei segmenti da III a VI.
L'VIII segmento può avere spiracoli più sviluppati, e talvolta posizionati su un tubercolo.
Le pseudozampe non sono molto robuste, ma appaiono più allungate di quelle dei Carposinidae; sono presenti sui segmenti III-VI e X.

### Pupa
La pupa è relativamente tozza e di tipo obtecto, con appendici fuse tra loro e col resto del corpo, ma possiede un tegumento fragile e traslucido, da cui si scorgono i profili del capo e del torace. Sul capo è presente una sutura epicraniale. Il labrum è ben sviluppato e fiancheggiato da lobi piliferi triangolari o più in generale dalle mandibole. I palpi mascellari sono ridotti, mentre quelli labiali sono esposti, così come i profemori. Il protorace è breve. I segmenti addominali V-VII (nel maschio) e V-VI (nella femmina) sono mobili. Non sono presenti spinule sulla superficie dei tergiti addominali. Il cremaster è rappresentato da gruppi di setole dall'estremità uncinata.

## Biologia

### Ciclo biologico
La biologia di parecchie specie è poco conosciuta, tuttavia, in linea generale, gli adulti hanno abitudini notturne e durante il giorno restano in posizione di riposo, sulla corteccia delle piante o sulle pietre.
Le larve sono per la maggior parte minatrici fogliari o comunque si alimentano in zone nascoste, al riparo dai potenziali predatori, in mezzo a foglie unite tra loro, oppure sopra o dentro a un frutto.

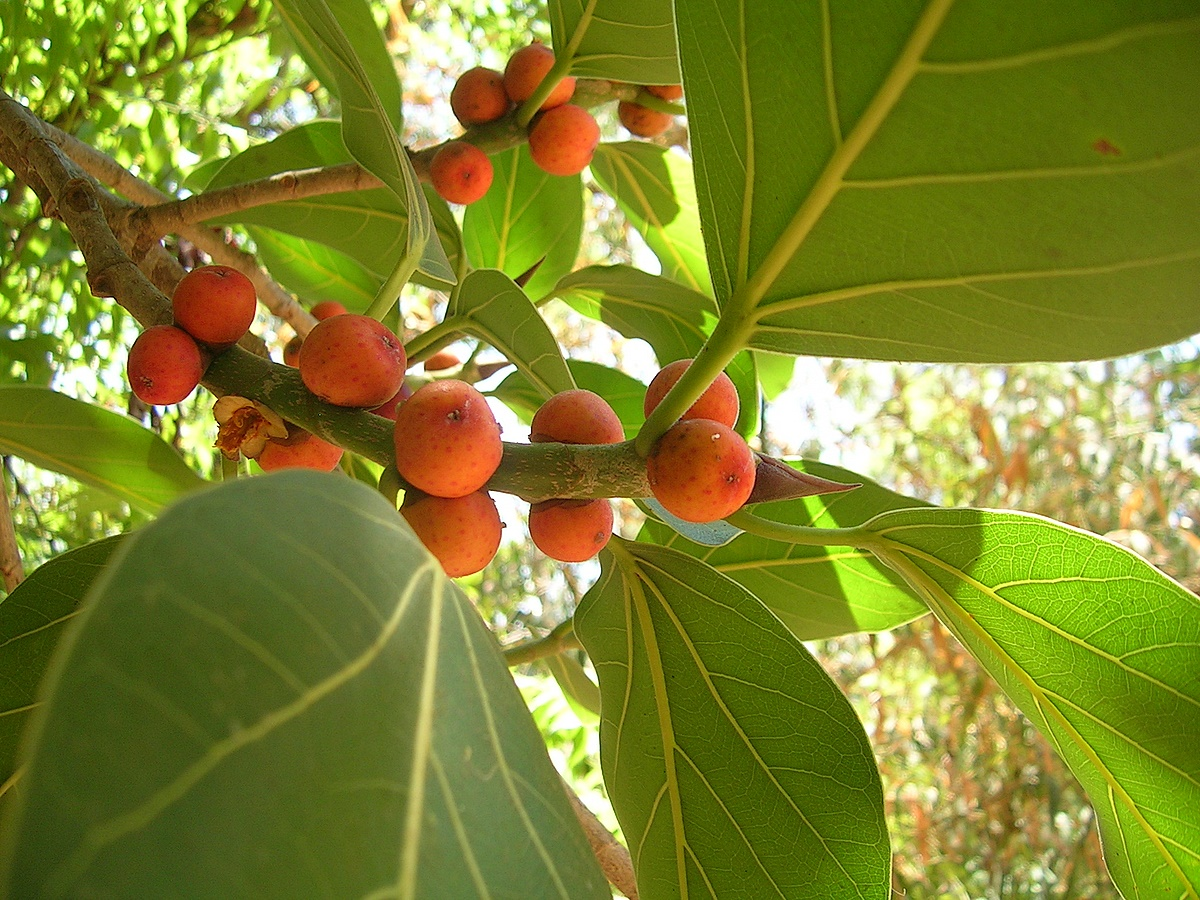
Ficus benghalensis

L'impupamento può avvenire all'interno della galleria scavata dalla larva, oppure lontano dalla pianta nutrice, in un bozzolo di solito ricoperto con frammenti del detrito, sul terreno oppure all'interno di una fessura. Non si ha fuoriuscita della pupa dal bozzolo o dal riparo, prima dell'emersione dell'adulto.

### Alimentazione
Si dispone di poche informazioni riguardo alle piante nutrici per le specie di questo taxon; tra queste si annoverano alcune essenze appartenenti al genere Ficus (Moraceae), come ad esempio Ficus benghalensis L., 1753 (baniano).

### Parassitoidismo
Non sono noti fenomeni di parassitoidismo ai danni di larve di Copromorpha.

## Distribuzione e habitat
L'areale del taxon si estende su tre diverse ecozone: indomalese, australasiana e afrotropicale, con un maggior numero di specie nelle prime due; la presenza nel continente africano è limitata al solo Sudafrica e a poche isole nell'Oceano Indiano.
L'habitat è rappresentato da zone verdi, boschi e foreste.

## Tassonomia
Copromorpha Meyrick, 1886 - Trans. Ent. Soc. Lond. 1886: 281 - specie tipo: Copromorpha gypsota Meyrick, 1886 - Trans. Ent. Soc. Lond. 1886: 282.

### Specie
Il genere comprende 26 specie (oltre a una specie fossile); di queste, 13 sono presenti in Asia, 10 in Oceania, e 3 in Africa:
- Copromorpha aeruginea Meyrick, 1917 - Ann. S. Afr. Mus. 17: 9 - Sudafrica, Mauritius e Comore[12]
- Copromorpha bryanthes Meyrick, 1926 - Exot Micr. 3: 245 - Borneo settentrionale (Malaysia)[13]
- Copromorpha cryptochlora Meyrick, 1930 - Exot Micr. 3: 590 - Comore e Seychelles[13]
  - subsp. Copromorpha cryptochlora alixella Legrand, 1966 - Mém. Mus. natn. Hist. nat. (A) 37: 51-52[14]
    - = Copromorpha alixella Legrand, 1966
- Copromorpha dialithoma Diakonoff, 1967 - Bull. U. S. natn. Mus. 257: 111; figg. 145 e 573 - Luzon (Filippine)[15]
- Copromorpha efflorescens Meyrick, 1906 - J. Bombay Nat. Hist. Soc. 17: 412 - Sri Lanka[16]
- †Copromorpha fossilis Jarzembowski, 1980 - Bull. Br. Mus. nat. Hist. Geol. 33(4): 270, fig. 52 - Isola di Wight (Regno Unito)[17]
- Copromorpha gypsota Meyrick, 1886 - Trans. Ent. Soc. 1886: 282 - Figi (specie tipo)[1]
- Copromorpha hyphantria Diakonoff, 1984 - Entomologica Basil. 9: 426 - Sumba (Indonesia)[18]
- Copromorpha kijimuna Nasu, Saito & Komai, 2004 - Entom. Sci. 7: 83 - Ryūkyū (Giappone)[19]
- Copromorpha lichenitis (Turner, 1916) - Trans. roy. Soc. S. Aust. 40: 502 - Australia[20]
  - = Trychnostola lichenitis Turner, 1916
- Copromorpha lignisquama Diakonoff, 1954 - Verh. Kon. Ak. Wet. Amst. (2)49 (4): 163; figg. 549-51 - Nuova Guinea[21]
- Copromorpha macrolepis Diakonoff, 1959 - Zool. Verh. 43: 55 - Sulawesi (Indonesia)[22]
- Copromorpha mesobactris Meyrick, 1930 - Exot Micr. 3: 590 - Mayotte e Riunione (Francia, dipartimento d'oltremare)[13]
  - Copromorpha mesobactra Meyrick, 1930 [sic]
  - Copromorpha mesobractis Viette, 1957 [sic] - Mém. Inst. scient. Madag. (E) 8: 165[23]
- Copromorpha metallistis Meyrick, 1906 - J. Bombay Nat. Hist. Soc. 17: 411 - Sri Lanka[16]
- Copromorpha mistharnis Diakonoff, 1968 - Bull. U. S. natn. Mus. 257: 112, figg. 135, 570 - Luzon (Filippine)[15]
- Copromorpha myrmecias Meyrick, 1930 - Exot Micr. 3: 590 - India[13]
- Copromorpha narcodes Meyrick, 1916 - Exot Micr. 1: 556 - Nuova Guinea e Isole Salomone[24]
- Copromorpha nesographa Meyrick, 1926 - Exot Micr. 3: 244 - Nuova Irlanda (Papua Nuova Guinea)[13]
- Copromorpha orthidias Meyrick, 1927 - Ins. Samoa 3(2): 96 - Samoa[25]
- Copromorpha phaeosticta (Turner, 1916) - Trans. roy. Soc. S. Aust. 40: 503 - Australia[20]
  - = Trychnostola phaeosticta Turner, 1916
- Copromorpha phytochroa Diakonoff, 1953 - Zool. Meded. 32: 208 - Giava (Indonesia)[26]
- Copromorpha pleurophanes Meyrick, 1905 - J. Bombay Nat. Hist. Soc. 16: 606 - Sri Lanka e Thailandia[27]
- Copromorpha pyrrhoscia Meyrick, 1935 - Exot Micr. 4: 574 - Figi[28]
- Copromorpha roepkei Diakonoff, 1953 - Zool. Meded. 32: 204 - Giava (Indonesia)[26]
- Copromorpha smaragdarcha Diakonoff, 1967 - Bull. U. S. natn. Mus. 257: 110; Figg. 137, 572 - Luzon (Filippine)[15]
- Copromorpha tetrarcha Meyrick, 1916 - Exot Micr. 1: 555 - Isole Salomone[24]
- Copromorpha thrombota Meyrick, 1916 - Exot Micr. 1: 556 - Isole Salomone[24]

### Sinonimi
È stato riportato un solo sinonimo:
- Trychnostola Turner, 1916 - Trans. roy. Soc. S. Aust. 40: 502 - specie tipo: Trychnostola lichenitis Turner, 1916 - ibidem[20]

## Filogenesi
Qui sotto è mostrato un albero filogenetico, ricavato da quello proposto da Heikkila et al. (2015), in cui si possono osservare i rapporti che intercorrono tra Copromorpha e altri gruppi all'interno dei Carposinoidea.
|  | Phycomorpha metachrysa |
|  |                        |
|  | Copromorpha sp.        |
|  |                        |

|  | Carposina sp.                                                               |
|  |                                                                             |
|  | \| \| Heterocrossa eriphylla \| \| \| \| \| \| Sosineura mimica \| \| \| \| |
|  |                                                                             |
|  | Heterocrossa eriphylla                                                      |
|  |                                                                             |
|  | Sosineura mimica                                                            |
|  |                                                                             |

|  | Heterocrossa eriphylla |
|  |                        |
|  | Sosineura mimica       |
|  |                        |

|  | Carposina sp.                                                               |
|  |                                                                             |
|  | \| \| Heterocrossa eriphylla \| \| \| \| \| \| Sosineura mimica \| \| \| \| |
|  |                                                                             |
|  | Heterocrossa eriphylla                                                      |
|  |                                                                             |
|  | Sosineura mimica                                                            |
|  |                                                                             |

|  | Heterocrossa eriphylla |
|  |                        |
|  | Sosineura mimica       |
|  |                        |

|  | Phycomorpha metachrysa |
|  |                        |
|  | Copromorpha sp.        |
|  |                        |

|  | Carposina sp.                                                               |
|  |                                                                             |
|  | \| \| Heterocrossa eriphylla \| \| \| \| \| \| Sosineura mimica \| \| \| \| |
|  |                                                                             |
|  | Heterocrossa eriphylla                                                      |
|  |                                                                             |
|  | Sosineura mimica                                                            |
|  |                                                                             |

|  | Heterocrossa eriphylla |
|  |                        |
|  | Sosineura mimica       |
|  |                        |

|  | Carposina sp.                                                               |
|  |                                                                             |
|  | \| \| Heterocrossa eriphylla \| \| \| \| \| \| Sosineura mimica \| \| \| \| |
|  |                                                                             |
|  | Heterocrossa eriphylla                                                      |
|  |                                                                             |
|  | Sosineura mimica                                                            |
|  |                                                                             |

|  | Heterocrossa eriphylla |
|  |                        |
|  | Sosineura mimica       |
|  |                        |

|  | Phycomorpha metachrysa |
|  |                        |
|  | Copromorpha sp.        |
|  |                        |

|  | Carposina sp.                                                               |
|  |                                                                             |
|  | \| \| Heterocrossa eriphylla \| \| \| \| \| \| Sosineura mimica \| \| \| \| |
|  |                                                                             |
|  | Heterocrossa eriphylla                                                      |
|  |                                                                             |
|  | Sosineura mimica                                                            |
|  |                                                                             |

|  | Heterocrossa eriphylla |
|  |                        |
|  | Sosineura mimica       |
|  |                        |

|  | Carposina sp.                                                               |
|  |                                                                             |
|  | \| \| Heterocrossa eriphylla \| \| \| \| \| \| Sosineura mimica \| \| \| \| |
|  |                                                                             |
|  | Heterocrossa eriphylla                                                      |
|  |                                                                             |
|  | Sosineura mimica                                                            |
|  |                                                                             |

|  | Heterocrossa eriphylla |
|  |                        |
|  | Sosineura mimica       |
|  |                        |

|  | Phycomorpha metachrysa |
|  |                        |
|  | Copromorpha sp.        |
|  |                        |

|  | Carposina sp.                                                               |
|  |                                                                             |
|  | \| \| Heterocrossa eriphylla \| \| \| \| \| \| Sosineura mimica \| \| \| \| |
|  |                                                                             |
|  | Heterocrossa eriphylla                                                      |
|  |                                                                             |
|  | Sosineura mimica                                                            |
|  |                                                                             |

|  | Heterocrossa eriphylla |
|  |                        |
|  | Sosineura mimica       |
|  |                        |

|  | Carposina sp.                                                               |
|  |                                                                             |
|  | \| \| Heterocrossa eriphylla \| \| \| \| \| \| Sosineura mimica \| \| \| \| |
|  |                                                                             |
|  | Heterocrossa eriphylla                                                      |
|  |                                                                             |
|  | Sosineura mimica                                                            |
|  |                                                                             |

|  | Heterocrossa eriphylla |
|  |                        |
|  | Sosineura mimica       |
|  |                        |

|  | Phycomorpha metachrysa |
|  |                        |
|  | Copromorpha sp.        |
|  |                        |

|  | Carposina sp.                                                               |
|  |                                                                             |
|  | \| \| Heterocrossa eriphylla \| \| \| \| \| \| Sosineura mimica \| \| \| \| |
|  |                                                                             |
|  | Heterocrossa eriphylla                                                      |
|  |                                                                             |
|  | Sosineura mimica                                                            |
|  |                                                                             |

|  | Heterocrossa eriphylla |
|  |                        |
|  | Sosineura mimica       |
|  |                        |

|  | Carposina sp.                                                               |
|  |                                                                             |
|  | \| \| Heterocrossa eriphylla \| \| \| \| \| \| Sosineura mimica \| \| \| \| |
|  |                                                                             |
|  | Heterocrossa eriphylla                                                      |
|  |                                                                             |
|  | Sosineura mimica                                                            |
|  |                                                                             |

|  | Heterocrossa eriphylla |
|  |                        |
|  | Sosineura mimica       |
|  |                        |

|  | Phycomorpha metachrysa |
|  |                        |
|  | Copromorpha sp.        |
|  |                        |

|  | Carposina sp.                                                               |
|  |                                                                             |
|  | \| \| Heterocrossa eriphylla \| \| \| \| \| \| Sosineura mimica \| \| \| \| |
|  |                                                                             |
|  | Heterocrossa eriphylla                                                      |
|  |                                                                             |
|  | Sosineura mimica                                                            |
|  |                                                                             |

|  | Heterocrossa eriphylla |
|  |                        |
|  | Sosineura mimica       |
|  |                        |

|  | Carposina sp.                                                               |
|  |                                                                             |
|  | \| \| Heterocrossa eriphylla \| \| \| \| \| \| Sosineura mimica \| \| \| \| |
|  |                                                                             |
|  | Heterocrossa eriphylla                                                      |
|  |                                                                             |
|  | Sosineura mimica                                                            |
|  |                                                                             |

|  | Heterocrossa eriphylla |
|  |                        |
|  | Sosineura mimica       |
|  |                        |

|  | Phycomorpha metachrysa |
|  |                        |
|  | Copromorpha sp.        |
|  |                        |

|  | Carposina sp.                                                               |
|  |                                                                             |
|  | \| \| Heterocrossa eriphylla \| \| \| \| \| \| Sosineura mimica \| \| \| \| |
|  |                                                                             |
|  | Heterocrossa eriphylla                                                      |
|  |                                                                             |
|  | Sosineura mimica                                                            |
|  |                                                                             |

|  | Heterocrossa eriphylla |
|  |                        |
|  | Sosineura mimica       |
|  |                        |

|  | Carposina sp.                                                               |
|  |                                                                             |
|  | \| \| Heterocrossa eriphylla \| \| \| \| \| \| Sosineura mimica \| \| \| \| |
|  |                                                                             |
|  | Heterocrossa eriphylla                                                      |
|  |                                                                             |
|  | Sosineura mimica                                                            |
|  |                                                                             |

|  | Heterocrossa eriphylla |
|  |                        |
|  | Sosineura mimica       |
|  |                        |

|  | Phycomorpha metachrysa |
|  |                        |
|  | Copromorpha sp.        |
|  |                        |

|  | Carposina sp.                                                               |
|  |                                                                             |
|  | \| \| Heterocrossa eriphylla \| \| \| \| \| \| Sosineura mimica \| \| \| \| |
|  |                                                                             |
|  | Heterocrossa eriphylla                                                      |
|  |                                                                             |
|  | Sosineura mimica                                                            |
|  |                                                                             |

|  | Heterocrossa eriphylla |
|  |                        |
|  | Sosineura mimica       |
|  |                        |

|  | Carposina sp.                                                               |
|  |                                                                             |
|  | \| \| Heterocrossa eriphylla \| \| \| \| \| \| Sosineura mimica \| \| \| \| |
|  |                                                                             |
|  | Heterocrossa eriphylla                                                      |
|  |                                                                             |
|  | Sosineura mimica                                                            |
|  |                                                                             |

|  | Heterocrossa eriphylla |
|  |                        |
|  | Sosineura mimica       |
|  |                        |

|  | Phycomorpha metachrysa |
|  |                        |
|  | Copromorpha sp.        |
|  |                        |

|  | Carposina sp.                                                               |
|  |                                                                             |
|  | \| \| Heterocrossa eriphylla \| \| \| \| \| \| Sosineura mimica \| \| \| \| |
|  |                                                                             |
|  | Heterocrossa eriphylla                                                      |
|  |                                                                             |
|  | Sosineura mimica                                                            |
|  |                                                                             |

|  | Heterocrossa eriphylla |
|  |                        |
|  | Sosineura mimica       |
|  |                        |

|  | Carposina sp.                                                               |
|  |                                                                             |
|  | \| \| Heterocrossa eriphylla \| \| \| \| \| \| Sosineura mimica \| \| \| \| |
|  |                                                                             |
|  | Heterocrossa eriphylla                                                      |
|  |                                                                             |
|  | Sosineura mimica                                                            |
|  |                                                                             |

|  | Heterocrossa eriphylla |
|  |                        |
|  | Sosineura mimica       |
|  |                        |

|  | Phycomorpha metachrysa |
|  |                        |
|  | Copromorpha sp.        |
|  |                        |

|  | Carposina sp.                                                               |
|  |                                                                             |
|  | \| \| Heterocrossa eriphylla \| \| \| \| \| \| Sosineura mimica \| \| \| \| |
|  |                                                                             |
|  | Heterocrossa eriphylla                                                      |
|  |                                                                             |
|  | Sosineura mimica                                                            |
|  |                                                                             |

|  | Heterocrossa eriphylla |
|  |                        |
|  | Sosineura mimica       |
|  |                        |

|  | Carposina sp.                                                               |
|  |                                                                             |
|  | \| \| Heterocrossa eriphylla \| \| \| \| \| \| Sosineura mimica \| \| \| \| |
|  |                                                                             |
|  | Heterocrossa eriphylla                                                      |
|  |                                                                             |
|  | Sosineura mimica                                                            |
|  |                                                                             |

|  | Heterocrossa eriphylla |
|  |                        |
|  | Sosineura mimica       |
|  |                        |

|  | Phycomorpha metachrysa |
|  |                        |
|  | Copromorpha sp.        |
|  |                        |

|  | Carposina sp.                                                               |
|  |                                                                             |
|  | \| \| Heterocrossa eriphylla \| \| \| \| \| \| Sosineura mimica \| \| \| \| |
|  |                                                                             |
|  | Heterocrossa eriphylla                                                      |
|  |                                                                             |
|  | Sosineura mimica                                                            |
|  |                                                                             |

|  | Heterocrossa eriphylla |
|  |                        |
|  | Sosineura mimica       |
|  |                        |

|  | Carposina sp.                                                               |
|  |                                                                             |
|  | \| \| Heterocrossa eriphylla \| \| \| \| \| \| Sosineura mimica \| \| \| \| |
|  |                                                                             |
|  | Heterocrossa eriphylla                                                      |
|  |                                                                             |
|  | Sosineura mimica                                                            |
|  |                                                                             |

|  | Heterocrossa eriphylla |
|  |                        |
|  | Sosineura mimica       |
|  |                        |

|  | Phycomorpha metachrysa |
|  |                        |
|  | Copromorpha sp.        |
|  |                        |

|  | Carposina sp.                                                               |
|  |                                                                             |
|  | \| \| Heterocrossa eriphylla \| \| \| \| \| \| Sosineura mimica \| \| \| \| |
|  |                                                                             |
|  | Heterocrossa eriphylla                                                      |
|  |                                                                             |
|  | Sosineura mimica                                                            |
|  |                                                                             |

|  | Heterocrossa eriphylla |
|  |                        |
|  | Sosineura mimica       |
|  |                        |

|  | Carposina sp.                                                               |
|  |                                                                             |
|  | \| \| Heterocrossa eriphylla \| \| \| \| \| \| Sosineura mimica \| \| \| \| |
|  |                                                                             |
|  | Heterocrossa eriphylla                                                      |
|  |                                                                             |
|  | Sosineura mimica                                                            |
|  |                                                                             |

|  | Heterocrossa eriphylla |
|  |                        |
|  | Sosineura mimica       |
|  |                        |

|  | Phycomorpha metachrysa |
|  |                        |
|  | Copromorpha sp.        |
|  |                        |

|  | Carposina sp.                                                               |
|  |                                                                             |
|  | \| \| Heterocrossa eriphylla \| \| \| \| \| \| Sosineura mimica \| \| \| \| |
|  |                                                                             |
|  | Heterocrossa eriphylla                                                      |
|  |                                                                             |
|  | Sosineura mimica                                                            |
|  |                                                                             |

|  | Heterocrossa eriphylla |
|  |                        |
|  | Sosineura mimica       |
|  |                        |

|  | Carposina sp.                                                               |
|  |                                                                             |
|  | \| \| Heterocrossa eriphylla \| \| \| \| \| \| Sosineura mimica \| \| \| \| |
|  |                                                                             |
|  | Heterocrossa eriphylla                                                      |
|  |                                                                             |
|  | Sosineura mimica                                                            |
|  |                                                                             |

|  | Heterocrossa eriphylla |
|  |                        |
|  | Sosineura mimica       |
|  |                        |

|  | Phycomorpha metachrysa |
|  |                        |
|  | Copromorpha sp.        |
|  |                        |

|  | Carposina sp.                                                               |
|  |                                                                             |
|  | \| \| Heterocrossa eriphylla \| \| \| \| \| \| Sosineura mimica \| \| \| \| |
|  |                                                                             |
|  | Heterocrossa eriphylla                                                      |
|  |                                                                             |
|  | Sosineura mimica                                                            |
|  |                                                                             |

|  | Heterocrossa eriphylla |
|  |                        |
|  | Sosineura mimica       |
|  |                        |

|  | Carposina sp.                                                               |
|  |                                                                             |
|  | \| \| Heterocrossa eriphylla \| \| \| \| \| \| Sosineura mimica \| \| \| \| |
|  |                                                                             |
|  | Heterocrossa eriphylla                                                      |
|  |                                                                             |
|  | Sosineura mimica                                                            |
|  |                                                                             |

|  | Heterocrossa eriphylla |
|  |                        |
|  | Sosineura mimica       |
|  |                        |

|  | Phycomorpha metachrysa |
|  |                        |
|  | Copromorpha sp.        |
|  |                        |

|  | Carposina sp.                                                               |
|  |                                                                             |
|  | \| \| Heterocrossa eriphylla \| \| \| \| \| \| Sosineura mimica \| \| \| \| |
|  |                                                                             |
|  | Heterocrossa eriphylla                                                      |
|  |                                                                             |
|  | Sosineura mimica                                                            |
|  |                                                                             |

|  | Heterocrossa eriphylla |
|  |                        |
|  | Sosineura mimica       |
|  |                        |

|  | Carposina sp.                                                               |
|  |                                                                             |
|  | \| \| Heterocrossa eriphylla \| \| \| \| \| \| Sosineura mimica \| \| \| \| |
|  |                                                                             |
|  | Heterocrossa eriphylla                                                      |
|  |                                                                             |
|  | Sosineura mimica                                                            |
|  |                                                                             |

|  | Heterocrossa eriphylla |
|  |                        |
|  | Sosineura mimica       |
|  |                        |

|  | Phycomorpha metachrysa |
|  |                        |
|  | Copromorpha sp.        |
|  |                        |

|  | Carposina sp.                                                               |
|  |                                                                             |
|  | \| \| Heterocrossa eriphylla \| \| \| \| \| \| Sosineura mimica \| \| \| \| |
|  |                                                                             |
|  | Heterocrossa eriphylla                                                      |
|  |                                                                             |
|  | Sosineura mimica                                                            |
|  |                                                                             |

|  | Heterocrossa eriphylla |
|  |                        |
|  | Sosineura mimica       |
|  |                        |

|  | Carposina sp.                                                               |
|  |                                                                             |
|  | \| \| Heterocrossa eriphylla \| \| \| \| \| \| Sosineura mimica \| \| \| \| |
|  |                                                                             |
|  | Heterocrossa eriphylla                                                      |
|  |                                                                             |
|  | Sosineura mimica                                                            |
|  |                                                                             |

|  | Heterocrossa eriphylla |
|  |                        |
|  | Sosineura mimica       |
|  |                        |

|  | Phycomorpha metachrysa |
|  |                        |
|  | Copromorpha sp.        |
|  |                        |

|  | Carposina sp.                                                               |
|  |                                                                             |
|  | \| \| Heterocrossa eriphylla \| \| \| \| \| \| Sosineura mimica \| \| \| \| |
|  |                                                                             |
|  | Heterocrossa eriphylla                                                      |
|  |                                                                             |
|  | Sosineura mimica                                                            |
|  |                                                                             |

|  | Heterocrossa eriphylla |
|  |                        |
|  | Sosineura mimica       |
|  |                        |

|  | Carposina sp.                                                               |
|  |                                                                             |
|  | \| \| Heterocrossa eriphylla \| \| \| \| \| \| Sosineura mimica \| \| \| \| |
|  |                                                                             |
|  | Heterocrossa eriphylla                                                      |
|  |                                                                             |
|  | Sosineura mimica                                                            |
|  |                                                                             |

|  | Heterocrossa eriphylla |
|  |                        |
|  | Sosineura mimica       |
|  |                        |

|  | Phycomorpha metachrysa |
|  |                        |
|  | Copromorpha sp.        |
|  |                        |

|  | Carposina sp.                                                               |
|  |                                                                             |
|  | \| \| Heterocrossa eriphylla \| \| \| \| \| \| Sosineura mimica \| \| \| \| |
|  |                                                                             |
|  | Heterocrossa eriphylla                                                      |
|  |                                                                             |
|  | Sosineura mimica                                                            |
|  |                                                                             |

|  | Heterocrossa eriphylla |
|  |                        |
|  | Sosineura mimica       |
|  |                        |

|  | Carposina sp.                                                               |
|  |                                                                             |
|  | \| \| Heterocrossa eriphylla \| \| \| \| \| \| Sosineura mimica \| \| \| \| |
|  |                                                                             |
|  | Heterocrossa eriphylla                                                      |
|  |                                                                             |
|  | Sosineura mimica                                                            |
|  |                                                                             |

|  | Heterocrossa eriphylla |
|  |                        |
|  | Sosineura mimica       |
|  |                        |

|  | Phycomorpha metachrysa |
|  |                        |
|  | Copromorpha sp.        |
|  |                        |

|  | Carposina sp.                                                               |
|  |                                                                             |
|  | \| \| Heterocrossa eriphylla \| \| \| \| \| \| Sosineura mimica \| \| \| \| |
|  |                                                                             |
|  | Heterocrossa eriphylla                                                      |
|  |                                                                             |
|  | Sosineura mimica                                                            |
|  |                                                                             |

|  | Heterocrossa eriphylla |
|  |                        |
|  | Sosineura mimica       |
|  |                        |

|  | Carposina sp.                                                               |
|  |                                                                             |
|  | \| \| Heterocrossa eriphylla \| \| \| \| \| \| Sosineura mimica \| \| \| \| |
|  |                                                                             |
|  | Heterocrossa eriphylla                                                      |
|  |                                                                             |
|  | Sosineura mimica                                                            |
|  |                                                                             |

|  | Heterocrossa eriphylla |
|  |                        |
|  | Sosineura mimica       |
|  |                        |

|  | Phycomorpha metachrysa |
|  |                        |
|  | Copromorpha sp.        |
|  |                        |

|  | Carposina sp.                                                               |
|  |                                                                             |
|  | \| \| Heterocrossa eriphylla \| \| \| \| \| \| Sosineura mimica \| \| \| \| |
|  |                                                                             |
|  | Heterocrossa eriphylla                                                      |
|  |                                                                             |
|  | Sosineura mimica                                                            |
|  |                                                                             |

|  | Heterocrossa eriphylla |
|  |                        |
|  | Sosineura mimica       |
|  |                        |

|  | Carposina sp.                                                               |
|  |                                                                             |
|  | \| \| Heterocrossa eriphylla \| \| \| \| \| \| Sosineura mimica \| \| \| \| |
|  |                                                                             |
|  | Heterocrossa eriphylla                                                      |
|  |                                                                             |
|  | Sosineura mimica                                                            |
|  |                                                                             |

|  | Heterocrossa eriphylla |
|  |                        |
|  | Sosineura mimica       |
|  |                        |

|  | Phycomorpha metachrysa |
|  |                        |
|  | Copromorpha sp.        |
|  |                        |

|  | Carposina sp.                                                               |
|  |                                                                             |
|  | \| \| Heterocrossa eriphylla \| \| \| \| \| \| Sosineura mimica \| \| \| \| |
|  |                                                                             |
|  | Heterocrossa eriphylla                                                      |
|  |                                                                             |
|  | Sosineura mimica                                                            |
|  |                                                                             |

|  | Heterocrossa eriphylla |
|  |                        |
|  | Sosineura mimica       |
|  |                        |

|  | Carposina sp.                                                               |
|  |                                                                             |
|  | \| \| Heterocrossa eriphylla \| \| \| \| \| \| Sosineura mimica \| \| \| \| |
|  |                                                                             |
|  | Heterocrossa eriphylla                                                      |
|  |                                                                             |
|  | Sosineura mimica                                                            |
|  |                                                                             |

|  | Heterocrossa eriphylla |
|  |                        |
|  | Sosineura mimica       |
|  |                        |

|  | Phycomorpha metachrysa |
|  |                        |
|  | Copromorpha sp.        |
|  |                        |

|  | Carposina sp.                                                               |
|  |                                                                             |
|  | \| \| Heterocrossa eriphylla \| \| \| \| \| \| Sosineura mimica \| \| \| \| |
|  |                                                                             |
|  | Heterocrossa eriphylla                                                      |
|  |                                                                             |
|  | Sosineura mimica                                                            |
|  |                                                                             |

|  | Heterocrossa eriphylla |
|  |                        |
|  | Sosineura mimica       |
|  |                        |

|  | Carposina sp.                                                               |
|  |                                                                             |
|  | \| \| Heterocrossa eriphylla \| \| \| \| \| \| Sosineura mimica \| \| \| \| |
|  |                                                                             |
|  | Heterocrossa eriphylla                                                      |
|  |                                                                             |
|  | Sosineura mimica                                                            |
|  |                                                                             |

|  | Heterocrossa eriphylla |
|  |                        |
|  | Sosineura mimica       |
|  |                        |

|  | Phycomorpha metachrysa |
|  |                        |
|  | Copromorpha sp.        |
|  |                        |

|  | Carposina sp.                                                               |
|  |                                                                             |
|  | \| \| Heterocrossa eriphylla \| \| \| \| \| \| Sosineura mimica \| \| \| \| |
|  |                                                                             |
|  | Heterocrossa eriphylla                                                      |
|  |                                                                             |
|  | Sosineura mimica                                                            |
|  |                                                                             |

|  | Heterocrossa eriphylla |
|  |                        |
|  | Sosineura mimica       |
|  |                        |

|  | Carposina sp.                                                               |
|  |                                                                             |
|  | \| \| Heterocrossa eriphylla \| \| \| \| \| \| Sosineura mimica \| \| \| \| |
|  |                                                                             |
|  | Heterocrossa eriphylla                                                      |
|  |                                                                             |
|  | Sosineura mimica                                                            |
|  |                                                                             |

|  | Heterocrossa eriphylla |
|  |                        |
|  | Sosineura mimica       |
|  |                        |

|  | Phycomorpha metachrysa |
|  |                        |
|  | Copromorpha sp.        |
|  |                        |

|  | Carposina sp.                                                               |
|  |                                                                             |
|  | \| \| Heterocrossa eriphylla \| \| \| \| \| \| Sosineura mimica \| \| \| \| |
|  |                                                                             |
|  | Heterocrossa eriphylla                                                      |
|  |                                                                             |
|  | Sosineura mimica                                                            |
|  |                                                                             |

|  | Heterocrossa eriphylla |
|  |                        |
|  | Sosineura mimica       |
|  |                        |

|  | Carposina sp.                                                               |
|  |                                                                             |
|  | \| \| Heterocrossa eriphylla \| \| \| \| \| \| Sosineura mimica \| \| \| \| |
|  |                                                                             |
|  | Heterocrossa eriphylla                                                      |
|  |                                                                             |
|  | Sosineura mimica                                                            |
|  |                                                                             |

|  | Heterocrossa eriphylla |
|  |                        |
|  | Sosineura mimica       |
|  |                        |

|  | Phycomorpha metachrysa |
|  |                        |
|  | Copromorpha sp.        |
|  |                        |

|  | Carposina sp.                                                               |
|  |                                                                             |
|  | \| \| Heterocrossa eriphylla \| \| \| \| \| \| Sosineura mimica \| \| \| \| |
|  |                                                                             |
|  | Heterocrossa eriphylla                                                      |
|  |                                                                             |
|  | Sosineura mimica                                                            |
|  |                                                                             |

|  | Heterocrossa eriphylla |
|  |                        |
|  | Sosineura mimica       |
|  |                        |

|  | Carposina sp.                                                               |
|  |                                                                             |
|  | \| \| Heterocrossa eriphylla \| \| \| \| \| \| Sosineura mimica \| \| \| \| |
|  |                                                                             |
|  | Heterocrossa eriphylla                                                      |
|  |                                                                             |
|  | Sosineura mimica                                                            |
|  |                                                                             |

|  | Heterocrossa eriphylla |
|  |                        |
|  | Sosineura mimica       |
|  |                        |

|  | Phycomorpha metachrysa |
|  |                        |
|  | Copromorpha sp.        |
|  |                        |

|  | Carposina sp.                                                               |
|  |                                                                             |
|  | \| \| Heterocrossa eriphylla \| \| \| \| \| \| Sosineura mimica \| \| \| \| |
|  |                                                                             |
|  | Heterocrossa eriphylla                                                      |
|  |                                                                             |
|  | Sosineura mimica                                                            |
|  |                                                                             |

|  | Heterocrossa eriphylla |
|  |                        |
|  | Sosineura mimica       |
|  |                        |

|  | Carposina sp.                                                               |
|  |                                                                             |
|  | \| \| Heterocrossa eriphylla \| \| \| \| \| \| Sosineura mimica \| \| \| \| |
|  |                                                                             |
|  | Heterocrossa eriphylla                                                      |
|  |                                                                             |
|  | Sosineura mimica                                                            |
|  |                                                                             |

|  | Heterocrossa eriphylla |
|  |                        |
|  | Sosineura mimica       |
|  |                        |

|  | Phycomorpha metachrysa |
|  |                        |
|  | Copromorpha sp.        |
|  |                        |

|  | Carposina sp.                                                               |
|  |                                                                             |
|  | \| \| Heterocrossa eriphylla \| \| \| \| \| \| Sosineura mimica \| \| \| \| |
|  |                                                                             |
|  | Heterocrossa eriphylla                                                      |
|  |                                                                             |
|  | Sosineura mimica                                                            |
|  |                                                                             |

|  | Heterocrossa eriphylla |
|  |                        |
|  | Sosineura mimica       |
|  |                        |

|  | Carposina sp.                                                               |
|  |                                                                             |
|  | \| \| Heterocrossa eriphylla \| \| \| \| \| \| Sosineura mimica \| \| \| \| |
|  |                                                                             |
|  | Heterocrossa eriphylla                                                      |
|  |                                                                             |
|  | Sosineura mimica                                                            |
|  |                                                                             |

|  | Heterocrossa eriphylla |
|  |                        |
|  | Sosineura mimica       |
|  |                        |

|  | Phycomorpha metachrysa |
|  |                        |
|  | Copromorpha sp.        |
|  |                        |

|  | Carposina sp.                                                               |
|  |                                                                             |
|  | \| \| Heterocrossa eriphylla \| \| \| \| \| \| Sosineura mimica \| \| \| \| |
|  |                                                                             |
|  | Heterocrossa eriphylla                                                      |
|  |                                                                             |
|  | Sosineura mimica                                                            |
|  |                                                                             |

|  | Heterocrossa eriphylla |
|  |                        |
|  | Sosineura mimica       |
|  |                        |

|  | Carposina sp.                                                               |
|  |                                                                             |
|  | \| \| Heterocrossa eriphylla \| \| \| \| \| \| Sosineura mimica \| \| \| \| |
|  |                                                                             |
|  | Heterocrossa eriphylla                                                      |
|  |                                                                             |
|  | Sosineura mimica                                                            |
|  |                                                                             |

|  | Heterocrossa eriphylla |
|  |                        |
|  | Sosineura mimica       |
|  |                        |

|  | Phycomorpha metachrysa |
|  |                        |
|  | Copromorpha sp.        |
|  |                        |

|  | Carposina sp.                                                               |
|  |                                                                             |
|  | \| \| Heterocrossa eriphylla \| \| \| \| \| \| Sosineura mimica \| \| \| \| |
|  |                                                                             |
|  | Heterocrossa eriphylla                                                      |
|  |                                                                             |
|  | Sosineura mimica                                                            |
|  |                                                                             |

|  | Heterocrossa eriphylla |
|  |                        |
|  | Sosineura mimica       |
|  |                        |

|  | Carposina sp.                                                               |
|  |                                                                             |
|  | \| \| Heterocrossa eriphylla \| \| \| \| \| \| Sosineura mimica \| \| \| \| |
|  |                                                                             |
|  | Heterocrossa eriphylla                                                      |
|  |                                                                             |
|  | Sosineura mimica                                                            |
|  |                                                                             |

|  | Heterocrossa eriphylla |
|  |                        |
|  | Sosineura mimica       |
|  |                        |

|  | Phycomorpha metachrysa |
|  |                        |
|  | Copromorpha sp.        |
|  |                        |

|  | Carposina sp.                                                               |
|  |                                                                             |
|  | \| \| Heterocrossa eriphylla \| \| \| \| \| \| Sosineura mimica \| \| \| \| |
|  |                                                                             |
|  | Heterocrossa eriphylla                                                      |
|  |                                                                             |
|  | Sosineura mimica                                                            |
|  |                                                                             |

|  | Heterocrossa eriphylla |
|  |                        |
|  | Sosineura mimica       |
|  |                        |

|  | Carposina sp.                                                               |
|  |                                                                             |
|  | \| \| Heterocrossa eriphylla \| \| \| \| \| \| Sosineura mimica \| \| \| \| |
|  |                                                                             |
|  | Heterocrossa eriphylla                                                      |
|  |                                                                             |
|  | Sosineura mimica                                                            |
|  |                                                                             |

|  | Heterocrossa eriphylla |
|  |                        |
|  | Sosineura mimica       |
|  |                        |

|  | Phycomorpha metachrysa |
|  |                        |
|  | Copromorpha sp.        |
|  |                        |

|  | Carposina sp.                                                               |
|  |                                                                             |
|  | \| \| Heterocrossa eriphylla \| \| \| \| \| \| Sosineura mimica \| \| \| \| |
|  |                                                                             |
|  | Heterocrossa eriphylla                                                      |
|  |                                                                             |
|  | Sosineura mimica                                                            |
|  |                                                                             |

|  | Heterocrossa eriphylla |
|  |                        |
|  | Sosineura mimica       |
|  |                        |

|  | Carposina sp.                                                               |
|  |                                                                             |
|  | \| \| Heterocrossa eriphylla \| \| \| \| \| \| Sosineura mimica \| \| \| \| |
|  |                                                                             |
|  | Heterocrossa eriphylla                                                      |
|  |                                                                             |
|  | Sosineura mimica                                                            |
|  |                                                                             |

|  | Heterocrossa eriphylla |
|  |                        |
|  | Sosineura mimica       |
|  |                        |

|  | Phycomorpha metachrysa |
|  |                        |
|  | Copromorpha sp.        |
|  |                        |

|  | Carposina sp.                                                               |
|  |                                                                             |
|  | \| \| Heterocrossa eriphylla \| \| \| \| \| \| Sosineura mimica \| \| \| \| |
|  |                                                                             |
|  | Heterocrossa eriphylla                                                      |
|  |                                                                             |
|  | Sosineura mimica                                                            |
|  |                                                                             |

|  | Heterocrossa eriphylla |
|  |                        |
|  | Sosineura mimica       |
|  |                        |

|  | Carposina sp.                                                               |
|  |                                                                             |
|  | \| \| Heterocrossa eriphylla \| \| \| \| \| \| Sosineura mimica \| \| \| \| |
|  |                                                                             |
|  | Heterocrossa eriphylla                                                      |
|  |                                                                             |
|  | Sosineura mimica                                                            |
|  |                                                                             |

|  | Heterocrossa eriphylla |
|  |                        |
|  | Sosineura mimica       |
|  |                        |

|  | Phycomorpha metachrysa |
|  |                        |
|  | Copromorpha sp.        |
|  |                        |

|  | Carposina sp.                                                               |
|  |                                                                             |
|  | \| \| Heterocrossa eriphylla \| \| \| \| \| \| Sosineura mimica \| \| \| \| |
|  |                                                                             |
|  | Heterocrossa eriphylla                                                      |
|  |                                                                             |
|  | Sosineura mimica                                                            |
|  |                                                                             |

|  | Heterocrossa eriphylla |
|  |                        |
|  | Sosineura mimica       |
|  |                        |

|  | Carposina sp.                                                               |
|  |                                                                             |
|  | \| \| Heterocrossa eriphylla \| \| \| \| \| \| Sosineura mimica \| \| \| \| |
|  |                                                                             |
|  | Heterocrossa eriphylla                                                      |
|  |                                                                             |
|  | Sosineura mimica                                                            |
|  |                                                                             |

|  | Heterocrossa eriphylla |
|  |                        |
|  | Sosineura mimica       |
|  |                        |

|  | Phycomorpha metachrysa |
|  |                        |
|  | Copromorpha sp.        |
|  |                        |

|  | Carposina sp.                                                               |
|  |                                                                             |
|  | \| \| Heterocrossa eriphylla \| \| \| \| \| \| Sosineura mimica \| \| \| \| |
|  |                                                                             |
|  | Heterocrossa eriphylla                                                      |
|  |                                                                             |
|  | Sosineura mimica                                                            |
|  |                                                                             |

|  | Heterocrossa eriphylla |
|  |                        |
|  | Sosineura mimica       |
|  |                        |

|  | Carposina sp.                                                               |
|  |                                                                             |
|  | \| \| Heterocrossa eriphylla \| \| \| \| \| \| Sosineura mimica \| \| \| \| |
|  |                                                                             |
|  | Heterocrossa eriphylla                                                      |
|  |                                                                             |
|  | Sosineura mimica                                                            |
|  |                                                                             |

|  | Heterocrossa eriphylla |
|  |                        |
|  | Sosineura mimica       |
|  |                        |

|  | Phycomorpha metachrysa |
|  |                        |
|  | Copromorpha sp.        |
|  |                        |

|  | Carposina sp.                                                               |
|  |                                                                             |
|  | \| \| Heterocrossa eriphylla \| \| \| \| \| \| Sosineura mimica \| \| \| \| |
|  |                                                                             |
|  | Heterocrossa eriphylla                                                      |
|  |                                                                             |
|  | Sosineura mimica                                                            |
|  |                                                                             |

|  | Heterocrossa eriphylla |
|  |                        |
|  | Sosineura mimica       |
|  |                        |

|  | Carposina sp.                                                               |
|  |                                                                             |
|  | \| \| Heterocrossa eriphylla \| \| \| \| \| \| Sosineura mimica \| \| \| \| |
|  |                                                                             |
|  | Heterocrossa eriphylla                                                      |
|  |                                                                             |
|  | Sosineura mimica                                                            |
|  |                                                                             |

|  | Heterocrossa eriphylla |
|  |                        |
|  | Sosineura mimica       |
|  |                        |

|  | Phycomorpha metachrysa |
|  |                        |
|  | Copromorpha sp.        |
|  |                        |

|  | Carposina sp.                                                               |
|  |                                                                             |
|  | \| \| Heterocrossa eriphylla \| \| \| \| \| \| Sosineura mimica \| \| \| \| |
|  |                                                                             |
|  | Heterocrossa eriphylla                                                      |
|  |                                                                             |
|  | Sosineura mimica                                                            |
|  |                                                                             |

|  | Heterocrossa eriphylla |
|  |                        |
|  | Sosineura mimica       |
|  |                        |

|  | Carposina sp.                                                               |
|  |                                                                             |
|  | \| \| Heterocrossa eriphylla \| \| \| \| \| \| Sosineura mimica \| \| \| \| |
|  |                                                                             |
|  | Heterocrossa eriphylla                                                      |
|  |                                                                             |
|  | Sosineura mimica                                                            |
|  |                                                                             |

|  | Heterocrossa eriphylla |
|  |                        |
|  | Sosineura mimica       |
|  |                        |

|  | Phycomorpha metachrysa |
|  |                        |
|  | Copromorpha sp.        |
|  |                        |

|  | Carposina sp.                                                               |
|  |                                                                             |
|  | \| \| Heterocrossa eriphylla \| \| \| \| \| \| Sosineura mimica \| \| \| \| |
|  |                                                                             |
|  | Heterocrossa eriphylla                                                      |
|  |                                                                             |
|  | Sosineura mimica                                                            |
|  |                                                                             |

|  | Heterocrossa eriphylla |
|  |                        |
|  | Sosineura mimica       |
|  |                        |

|  | Carposina sp.                                                               |
|  |                                                                             |
|  | \| \| Heterocrossa eriphylla \| \| \| \| \| \| Sosineura mimica \| \| \| \| |
|  |                                                                             |
|  | Heterocrossa eriphylla                                                      |
|  |                                                                             |
|  | Sosineura mimica                                                            |
|  |                                                                             |

|  | Heterocrossa eriphylla |
|  |                        |
|  | Sosineura mimica       |
|  |                        |

|  | Phycomorpha metachrysa |
|  |                        |
|  | Copromorpha sp.        |
|  |                        |

|  | Carposina sp.                                                               |
|  |                                                                             |
|  | \| \| Heterocrossa eriphylla \| \| \| \| \| \| Sosineura mimica \| \| \| \| |
|  |                                                                             |
|  | Heterocrossa eriphylla                                                      |
|  |                                                                             |
|  | Sosineura mimica                                                            |
|  |                                                                             |

|  | Heterocrossa eriphylla |
|  |                        |
|  | Sosineura mimica       |
|  |                        |

|  | Carposina sp.                                                               |
|  |                                                                             |
|  | \| \| Heterocrossa eriphylla \| \| \| \| \| \| Sosineura mimica \| \| \| \| |
|  |                                                                             |
|  | Heterocrossa eriphylla                                                      |
|  |                                                                             |
|  | Sosineura mimica                                                            |
|  |                                                                             |

|  | Heterocrossa eriphylla |
|  |                        |
|  | Sosineura mimica       |
|  |                        |

|  | Phycomorpha metachrysa |
|  |                        |
|  | Copromorpha sp.        |
|  |                        |

|  | Carposina sp.                                                               |
|  |                                                                             |
|  | \| \| Heterocrossa eriphylla \| \| \| \| \| \| Sosineura mimica \| \| \| \| |
|  |                                                                             |
|  | Heterocrossa eriphylla                                                      |
|  |                                                                             |
|  | Sosineura mimica                                                            |
|  |                                                                             |

|  | Heterocrossa eriphylla |
|  |                        |
|  | Sosineura mimica       |
|  |                        |

|  | Carposina sp.                                                               |
|  |                                                                             |
|  | \| \| Heterocrossa eriphylla \| \| \| \| \| \| Sosineura mimica \| \| \| \| |
|  |                                                                             |
|  | Heterocrossa eriphylla                                                      |
|  |                                                                             |
|  | Sosineura mimica                                                            |
|  |                                                                             |

|  | Heterocrossa eriphylla |
|  |                        |
|  | Sosineura mimica       |
|  |                        |

|  | Phycomorpha metachrysa |
|  |                        |
|  | Copromorpha sp.        |
|  |                        |

|  | Carposina sp.                                                               |
|  |                                                                             |
|  | \| \| Heterocrossa eriphylla \| \| \| \| \| \| Sosineura mimica \| \| \| \| |
|  |                                                                             |
|  | Heterocrossa eriphylla                                                      |
|  |                                                                             |
|  | Sosineura mimica                                                            |
|  |                                                                             |

|  | Heterocrossa eriphylla |
|  |                        |
|  | Sosineura mimica       |
|  |                        |

|  | Carposina sp.                                                               |
|  |                                                                             |
|  | \| \| Heterocrossa eriphylla \| \| \| \| \| \| Sosineura mimica \| \| \| \| |
|  |                                                                             |
|  | Heterocrossa eriphylla                                                      |
|  |                                                                             |
|  | Sosineura mimica                                                            |
|  |                                                                             |

|  | Heterocrossa eriphylla |
|  |                        |
|  | Sosineura mimica       |
|  |                        |

|  | Phycomorpha metachrysa |
|  |                        |
|  | Copromorpha sp.        |
|  |                        |

|  | Carposina sp.                                                               |
|  |                                                                             |
|  | \| \| Heterocrossa eriphylla \| \| \| \| \| \| Sosineura mimica \| \| \| \| |
|  |                                                                             |
|  | Heterocrossa eriphylla                                                      |
|  |                                                                             |
|  | Sosineura mimica                                                            |
|  |                                                                             |

|  | Heterocrossa eriphylla |
|  |                        |
|  | Sosineura mimica       |
|  |                        |

|  | Carposina sp.                                                               |
|  |                                                                             |
|  | \| \| Heterocrossa eriphylla \| \| \| \| \| \| Sosineura mimica \| \| \| \| |
|  |                                                                             |
|  | Heterocrossa eriphylla                                                      |
|  |                                                                             |
|  | Sosineura mimica                                                            |
|  |                                                                             |

|  | Heterocrossa eriphylla |
|  |                        |
|  | Sosineura mimica       |
|  |                        |

|  | Phycomorpha metachrysa |
|  |                        |
|  | Copromorpha sp.        |
|  |                        |

|  | Carposina sp.                                                               |
|  |                                                                             |
|  | \| \| Heterocrossa eriphylla \| \| \| \| \| \| Sosineura mimica \| \| \| \| |
|  |                                                                             |
|  | Heterocrossa eriphylla                                                      |
|  |                                                                             |
|  | Sosineura mimica                                                            |
|  |                                                                             |

|  | Heterocrossa eriphylla |
|  |                        |
|  | Sosineura mimica       |
|  |                        |

|  | Carposina sp.                                                               |
|  |                                                                             |
|  | \| \| Heterocrossa eriphylla \| \| \| \| \| \| Sosineura mimica \| \| \| \| |
|  |                                                                             |
|  | Heterocrossa eriphylla                                                      |
|  |                                                                             |
|  | Sosineura mimica                                                            |
|  |                                                                             |

|  | Heterocrossa eriphylla |
|  |                        |
|  | Sosineura mimica       |
|  |                        |

|  | Phycomorpha metachrysa |
|  |                        |
|  | Copromorpha sp.        |
|  |                        |

|  | Carposina sp.                                                               |
|  |                                                                             |
|  | \| \| Heterocrossa eriphylla \| \| \| \| \| \| Sosineura mimica \| \| \| \| |
|  |                                                                             |
|  | Heterocrossa eriphylla                                                      |
|  |                                                                             |
|  | Sosineura mimica                                                            |
|  |                                                                             |

|  | Heterocrossa eriphylla |
|  |                        |
|  | Sosineura mimica       |
|  |                        |

|  | Carposina sp.                                                               |
|  |                                                                             |
|  | \| \| Heterocrossa eriphylla \| \| \| \| \| \| Sosineura mimica \| \| \| \| |
|  |                                                                             |
|  | Heterocrossa eriphylla                                                      |
|  |                                                                             |
|  | Sosineura mimica                                                            |
|  |                                                                             |

|  | Heterocrossa eriphylla |
|  |                        |
|  | Sosineura mimica       |
|  |                        |

|  | Phycomorpha metachrysa |
|  |                        |
|  | Copromorpha sp.        |
|  |                        |

|  | Carposina sp.                                                               |
|  |                                                                             |
|  | \| \| Heterocrossa eriphylla \| \| \| \| \| \| Sosineura mimica \| \| \| \| |
|  |                                                                             |
|  | Heterocrossa eriphylla                                                      |
|  |                                                                             |
|  | Sosineura mimica                                                            |
|  |                                                                             |

|  | Heterocrossa eriphylla |
|  |                        |
|  | Sosineura mimica       |
|  |                        |

|  | Carposina sp.                                                               |
|  |                                                                             |
|  | \| \| Heterocrossa eriphylla \| \| \| \| \| \| Sosineura mimica \| \| \| \| |
|  |                                                                             |
|  | Heterocrossa eriphylla                                                      |
|  |                                                                             |
|  | Sosineura mimica                                                            |
|  |                                                                             |

|  | Heterocrossa eriphylla |
|  |                        |
|  | Sosineura mimica       |
|  |                        |

|  | Phycomorpha metachrysa |
|  |                        |
|  | Copromorpha sp.        |
|  |                        |

|  | Carposina sp.                                                               |
|  |                                                                             |
|  | \| \| Heterocrossa eriphylla \| \| \| \| \| \| Sosineura mimica \| \| \| \| |
|  |                                                                             |
|  | Heterocrossa eriphylla                                                      |
|  |                                                                             |
|  | Sosineura mimica                                                            |
|  |                                                                             |

|  | Heterocrossa eriphylla |
|  |                        |
|  | Sosineura mimica       |
|  |                        |

|  | Carposina sp.                                                               |
|  |                                                                             |
|  | \| \| Heterocrossa eriphylla \| \| \| \| \| \| Sosineura mimica \| \| \| \| |
|  |                                                                             |
|  | Heterocrossa eriphylla                                                      |
|  |                                                                             |
|  | Sosineura mimica                                                            |
|  |                                                                             |

|  | Heterocrossa eriphylla |
|  |                        |
|  | Sosineura mimica       |
|  |                        |

|  | Phycomorpha metachrysa |
|  |                        |
|  | Copromorpha sp.        |
|  |                        |

|  | Carposina sp.                                                               |
|  |                                                                             |
|  | \| \| Heterocrossa eriphylla \| \| \| \| \| \| Sosineura mimica \| \| \| \| |
|  |                                                                             |
|  | Heterocrossa eriphylla                                                      |
|  |                                                                             |
|  | Sosineura mimica                                                            |
|  |                                                                             |

|  | Heterocrossa eriphylla |
|  |                        |
|  | Sosineura mimica       |
|  |                        |

|  | Carposina sp.                                                               |
|  |                                                                             |
|  | \| \| Heterocrossa eriphylla \| \| \| \| \| \| Sosineura mimica \| \| \| \| |
|  |                                                                             |
|  | Heterocrossa eriphylla                                                      |
|  |                                                                             |
|  | Sosineura mimica                                                            |
|  |                                                                             |

|  | Heterocrossa eriphylla |
|  |                        |
|  | Sosineura mimica       |
|  |                        |

|  | Phycomorpha metachrysa |
|  |                        |
|  | Copromorpha sp.        |
|  |                        |

|  | Carposina sp.                                                               |
|  |                                                                             |
|  | \| \| Heterocrossa eriphylla \| \| \| \| \| \| Sosineura mimica \| \| \| \| |
|  |                                                                             |
|  | Heterocrossa eriphylla                                                      |
|  |                                                                             |
|  | Sosineura mimica                                                            |
|  |                                                                             |

|  | Heterocrossa eriphylla |
|  |                        |
|  | Sosineura mimica       |
|  |                        |

|  | Carposina sp.                                                               |
|  |                                                                             |
|  | \| \| Heterocrossa eriphylla \| \| \| \| \| \| Sosineura mimica \| \| \| \| |
|  |                                                                             |
|  | Heterocrossa eriphylla                                                      |
|  |                                                                             |
|  | Sosineura mimica                                                            |
|  |                                                                             |

|  | Heterocrossa eriphylla |
|  |                        |
|  | Sosineura mimica       |
|  |                        |

|  | Phycomorpha metachrysa |
|  |                        |
|  | Copromorpha sp.        |
|  |                        |

|  | Carposina sp.                                                               |
|  |                                                                             |
|  | \| \| Heterocrossa eriphylla \| \| \| \| \| \| Sosineura mimica \| \| \| \| |
|  |                                                                             |
|  | Heterocrossa eriphylla                                                      |
|  |                                                                             |
|  | Sosineura mimica                                                            |
|  |                                                                             |

|  | Heterocrossa eriphylla |
|  |                        |
|  | Sosineura mimica       |
|  |                        |

|  | Carposina sp.                                                               |
|  |                                                                             |
|  | \| \| Heterocrossa eriphylla \| \| \| \| \| \| Sosineura mimica \| \| \| \| |
|  |                                                                             |
|  | Heterocrossa eriphylla                                                      |
|  |                                                                             |
|  | Sosineura mimica                                                            |
|  |                                                                             |

|  | Heterocrossa eriphylla |
|  |                        |
|  | Sosineura mimica       |
|  |                        |

|  | Phycomorpha metachrysa |
|  |                        |
|  | Copromorpha sp.        |
|  |                        |

|  | Carposina sp.                                                               |
|  |                                                                             |
|  | \| \| Heterocrossa eriphylla \| \| \| \| \| \| Sosineura mimica \| \| \| \| |
|  |                                                                             |
|  | Heterocrossa eriphylla                                                      |
|  |                                                                             |
|  | Sosineura mimica                                                            |
|  |                                                                             |

|  | Heterocrossa eriphylla |
|  |                        |
|  | Sosineura mimica       |
|  |                        |

|  | Carposina sp.                                                               |
|  |                                                                             |
|  | \| \| Heterocrossa eriphylla \| \| \| \| \| \| Sosineura mimica \| \| \| \| |
|  |                                                                             |
|  | Heterocrossa eriphylla                                                      |
|  |                                                                             |
|  | Sosineura mimica                                                            |
|  |                                                                             |

|  | Heterocrossa eriphylla |
|  |                        |
|  | Sosineura mimica       |
|  |                        |

|  | Phycomorpha metachrysa |
|  |                        |
|  | Copromorpha sp.        |
|  |                        |

|  | Carposina sp.                                                               |
|  |                                                                             |
|  | \| \| Heterocrossa eriphylla \| \| \| \| \| \| Sosineura mimica \| \| \| \| |
|  |                                                                             |
|  | Heterocrossa eriphylla                                                      |
|  |                                                                             |
|  | Sosineura mimica                                                            |
|  |                                                                             |

|  | Heterocrossa eriphylla |
|  |                        |
|  | Sosineura mimica       |
|  |                        |

|  | Carposina sp.                                                               |
|  |                                                                             |
|  | \| \| Heterocrossa eriphylla \| \| \| \| \| \| Sosineura mimica \| \| \| \| |
|  |                                                                             |
|  | Heterocrossa eriphylla                                                      |
|  |                                                                             |
|  | Sosineura mimica                                                            |
|  |                                                                             |

|  | Heterocrossa eriphylla |
|  |                        |
|  | Sosineura mimica       |
|  |                        |

|  | Phycomorpha metachrysa |
|  |                        |
|  | Copromorpha sp.        |
|  |                        |

|  | Carposina sp.                                                               |
|  |                                                                             |
|  | \| \| Heterocrossa eriphylla \| \| \| \| \| \| Sosineura mimica \| \| \| \| |
|  |                                                                             |
|  | Heterocrossa eriphylla                                                      |
|  |                                                                             |
|  | Sosineura mimica                                                            |
|  |                                                                             |

|  | Heterocrossa eriphylla |
|  |                        |
|  | Sosineura mimica       |
|  |                        |

|  | Carposina sp.                                                               |
|  |                                                                             |
|  | \| \| Heterocrossa eriphylla \| \| \| \| \| \| Sosineura mimica \| \| \| \| |
|  |                                                                             |
|  | Heterocrossa eriphylla                                                      |
|  |                                                                             |
|  | Sosineura mimica                                                            |
|  |                                                                             |

|  | Heterocrossa eriphylla |
|  |                        |
|  | Sosineura mimica       |
|  |                        |

|  | Phycomorpha metachrysa |
|  |                        |
|  | Copromorpha sp.        |
|  |                        |

|  | Carposina sp.                                                               |
|  |                                                                             |
|  | \| \| Heterocrossa eriphylla \| \| \| \| \| \| Sosineura mimica \| \| \| \| |
|  |                                                                             |
|  | Heterocrossa eriphylla                                                      |
|  |                                                                             |
|  | Sosineura mimica                                                            |
|  |                                                                             |

|  | Heterocrossa eriphylla |
|  |                        |
|  | Sosineura mimica       |
|  |                        |

|  | Carposina sp.                                                               |
|  |                                                                             |
|  | \| \| Heterocrossa eriphylla \| \| \| \| \| \| Sosineura mimica \| \| \| \| |
|  |                                                                             |
|  | Heterocrossa eriphylla                                                      |
|  |                                                                             |
|  | Sosineura mimica                                                            |
|  |                                                                             |

|  | Heterocrossa eriphylla |
|  |                        |
|  | Sosineura mimica       |
|  |                        |

|  | Phycomorpha metachrysa |
|  |                        |
|  | Copromorpha sp.        |
|  |                        |

|  | Carposina sp.                                                               |
|  |                                                                             |
|  | \| \| Heterocrossa eriphylla \| \| \| \| \| \| Sosineura mimica \| \| \| \| |
|  |                                                                             |
|  | Heterocrossa eriphylla                                                      |
|  |                                                                             |
|  | Sosineura mimica                                                            |
|  |                                                                             |

|  | Heterocrossa eriphylla |
|  |                        |
|  | Sosineura mimica       |
|  |                        |

|  | Carposina sp.                                                               |
|  |                                                                             |
|  | \| \| Heterocrossa eriphylla \| \| \| \| \| \| Sosineura mimica \| \| \| \| |
|  |                                                                             |
|  | Heterocrossa eriphylla                                                      |
|  |                                                                             |
|  | Sosineura mimica                                                            |
|  |                                                                             |

|  | Heterocrossa eriphylla |
|  |                        |
|  | Sosineura mimica       |
|  |                        |

|  | Phycomorpha metachrysa |
|  |                        |
|  | Copromorpha sp.        |
|  |                        |

|  | Carposina sp.                                                               |
|  |                                                                             |
|  | \| \| Heterocrossa eriphylla \| \| \| \| \| \| Sosineura mimica \| \| \| \| |
|  |                                                                             |
|  | Heterocrossa eriphylla                                                      |
|  |                                                                             |
|  | Sosineura mimica                                                            |
|  |                                                                             |

|  | Heterocrossa eriphylla |
|  |                        |
|  | Sosineura mimica       |
|  |                        |

|  | Carposina sp.                                                               |
|  |                                                                             |
|  | \| \| Heterocrossa eriphylla \| \| \| \| \| \| Sosineura mimica \| \| \| \| |
|  |                                                                             |
|  | Heterocrossa eriphylla                                                      |
|  |                                                                             |
|  | Sosineura mimica                                                            |
|  |                                                                             |

|  | Heterocrossa eriphylla |
|  |                        |
|  | Sosineura mimica       |
|  |                        |

|  | Phycomorpha metachrysa |
|  |                        |
|  | Copromorpha sp.        |
|  |                        |

|  | Carposina sp.                                                               |
|  |                                                                             |
|  | \| \| Heterocrossa eriphylla \| \| \| \| \| \| Sosineura mimica \| \| \| \| |
|  |                                                                             |
|  | Heterocrossa eriphylla                                                      |
|  |                                                                             |
|  | Sosineura mimica                                                            |
|  |                                                                             |

|  | Heterocrossa eriphylla |
|  |                        |
|  | Sosineura mimica       |
|  |                        |

|  | Carposina sp.                                                               |
|  |                                                                             |
|  | \| \| Heterocrossa eriphylla \| \| \| \| \| \| Sosineura mimica \| \| \| \| |
|  |                                                                             |
|  | Heterocrossa eriphylla                                                      |
|  |                                                                             |
|  | Sosineura mimica                                                            |
|  |                                                                             |

|  | Heterocrossa eriphylla |
|  |                        |
|  | Sosineura mimica       |
|  |                        |

|  | Phycomorpha metachrysa |
|  |                        |
|  | Copromorpha sp.        |
|  |                        |

|  | Carposina sp.                                                               |
|  |                                                                             |
|  | \| \| Heterocrossa eriphylla \| \| \| \| \| \| Sosineura mimica \| \| \| \| |
|  |                                                                             |
|  | Heterocrossa eriphylla                                                      |
|  |                                                                             |
|  | Sosineura mimica                                                            |
|  |                                                                             |

|  | Heterocrossa eriphylla |
|  |                        |
|  | Sosineura mimica       |
|  |                        |

|  | Carposina sp.                                                               |
|  |                                                                             |
|  | \| \| Heterocrossa eriphylla \| \| \| \| \| \| Sosineura mimica \| \| \| \| |
|  |                                                                             |
|  | Heterocrossa eriphylla                                                      |
|  |                                                                             |
|  | Sosineura mimica                                                            |
|  |                                                                             |

|  | Heterocrossa eriphylla |
|  |                        |
|  | Sosineura mimica       |
|  |                        |

|  | Phycomorpha metachrysa |
|  |                        |
|  | Copromorpha sp.        |
|  |                        |

|  | Carposina sp.                                                               |
|  |                                                                             |
|  | \| \| Heterocrossa eriphylla \| \| \| \| \| \| Sosineura mimica \| \| \| \| |
|  |                                                                             |
|  | Heterocrossa eriphylla                                                      |
|  |                                                                             |
|  | Sosineura mimica                                                            |
|  |                                                                             |

|  | Heterocrossa eriphylla |
|  |                        |
|  | Sosineura mimica       |
|  |                        |

|  | Carposina sp.                                                               |
|  |                                                                             |
|  | \| \| Heterocrossa eriphylla \| \| \| \| \| \| Sosineura mimica \| \| \| \| |
|  |                                                                             |
|  | Heterocrossa eriphylla                                                      |
|  |                                                                             |
|  | Sosineura mimica                                                            |
|  |                                                                             |

|  | Heterocrossa eriphylla |
|  |                        |
|  | Sosineura mimica       |
|  |                        |

|  | Phycomorpha metachrysa |
|  |                        |
|  | Copromorpha sp.        |
|  |                        |

|  | Carposina sp.                                                               |
|  |                                                                             |
|  | \| \| Heterocrossa eriphylla \| \| \| \| \| \| Sosineura mimica \| \| \| \| |
|  |                                                                             |
|  | Heterocrossa eriphylla                                                      |
|  |                                                                             |
|  | Sosineura mimica                                                            |
|  |                                                                             |

|  | Heterocrossa eriphylla |
|  |                        |
|  | Sosineura mimica       |
|  |                        |

|  | Carposina sp.                                                               |
|  |                                                                             |
|  | \| \| Heterocrossa eriphylla \| \| \| \| \| \| Sosineura mimica \| \| \| \| |
|  |                                                                             |
|  | Heterocrossa eriphylla                                                      |
|  |                                                                             |
|  | Sosineura mimica                                                            |
|  |                                                                             |

|  | Heterocrossa eriphylla |
|  |                        |
|  | Sosineura mimica       |
|  |                        |

|  | Phycomorpha metachrysa |
|  |                        |
|  | Copromorpha sp.        |
|  |                        |

|  | Carposina sp.                                                               |
|  |                                                                             |
|  | \| \| Heterocrossa eriphylla \| \| \| \| \| \| Sosineura mimica \| \| \| \| |
|  |                                                                             |
|  | Heterocrossa eriphylla                                                      |
|  |                                                                             |
|  | Sosineura mimica                                                            |
|  |                                                                             |

|  | Heterocrossa eriphylla |
|  |                        |
|  | Sosineura mimica       |
|  |                        |

|  | Carposina sp.                                                               |
|  |                                                                             |
|  | \| \| Heterocrossa eriphylla \| \| \| \| \| \| Sosineura mimica \| \| \| \| |
|  |                                                                             |
|  | Heterocrossa eriphylla                                                      |
|  |                                                                             |
|  | Sosineura mimica                                                            |
|  |                                                                             |

|  | Heterocrossa eriphylla |
|  |                        |
|  | Sosineura mimica       |
|  |                        |

|  | Phycomorpha metachrysa |
|  |                        |
|  | Copromorpha sp.        |
|  |                        |

|  | Carposina sp.                                                               |
|  |                                                                             |
|  | \| \| Heterocrossa eriphylla \| \| \| \| \| \| Sosineura mimica \| \| \| \| |
|  |                                                                             |
|  | Heterocrossa eriphylla                                                      |
|  |                                                                             |
|  | Sosineura mimica                                                            |
|  |                                                                             |

|  | Heterocrossa eriphylla |
|  |                        |
|  | Sosineura mimica       |
|  |                        |

|  | Carposina sp.                                                               |
|  |                                                                             |
|  | \| \| Heterocrossa eriphylla \| \| \| \| \| \| Sosineura mimica \| \| \| \| |
|  |                                                                             |
|  | Heterocrossa eriphylla                                                      |
|  |                                                                             |
|  | Sosineura mimica                                                            |
|  |                                                                             |

|  | Heterocrossa eriphylla |
|  |                        |
|  | Sosineura mimica       |
|  |                        |

|  | Phycomorpha metachrysa |
|  |                        |
|  | Copromorpha sp.        |
|  |                        |

|  | Carposina sp.                                                               |
|  |                                                                             |
|  | \| \| Heterocrossa eriphylla \| \| \| \| \| \| Sosineura mimica \| \| \| \| |
|  |                                                                             |
|  | Heterocrossa eriphylla                                                      |
|  |                                                                             |
|  | Sosineura mimica                                                            |
|  |                                                                             |

|  | Heterocrossa eriphylla |
|  |                        |
|  | Sosineura mimica       |
|  |                        |

|  | Carposina sp.                                                               |
|  |                                                                             |
|  | \| \| Heterocrossa eriphylla \| \| \| \| \| \| Sosineura mimica \| \| \| \| |
|  |                                                                             |
|  | Heterocrossa eriphylla                                                      |
|  |                                                                             |
|  | Sosineura mimica                                                            |
|  |                                                                             |

|  | Heterocrossa eriphylla |
|  |                        |
|  | Sosineura mimica       |
|  |                        |

|  | Phycomorpha metachrysa |
|  |                        |
|  | Copromorpha sp.        |
|  |                        |

|  | Carposina sp.                                                               |
|  |                                                                             |
|  | \| \| Heterocrossa eriphylla \| \| \| \| \| \| Sosineura mimica \| \| \| \| |
|  |                                                                             |
|  | Heterocrossa eriphylla                                                      |
|  |                                                                             |
|  | Sosineura mimica                                                            |
|  |                                                                             |

|  | Heterocrossa eriphylla |
|  |                        |
|  | Sosineura mimica       |
|  |                        |

|  | Carposina sp.                                                               |
|  |                                                                             |
|  | \| \| Heterocrossa eriphylla \| \| \| \| \| \| Sosineura mimica \| \| \| \| |
|  |                                                                             |
|  | Heterocrossa eriphylla                                                      |
|  |                                                                             |
|  | Sosineura mimica                                                            |
|  |                                                                             |

|  | Heterocrossa eriphylla |
|  |                        |
|  | Sosineura mimica       |
|  |                        |

|  | Phycomorpha metachrysa |
|  |                        |
|  | Copromorpha sp.        |
|  |                        |

|  | Carposina sp.                                                               |
|  |                                                                             |
|  | \| \| Heterocrossa eriphylla \| \| \| \| \| \| Sosineura mimica \| \| \| \| |
|  |                                                                             |
|  | Heterocrossa eriphylla                                                      |
|  |                                                                             |
|  | Sosineura mimica                                                            |
|  |                                                                             |

|  | Heterocrossa eriphylla |
|  |                        |
|  | Sosineura mimica       |
|  |                        |

|  | Carposina sp.                                                               |
|  |                                                                             |
|  | \| \| Heterocrossa eriphylla \| \| \| \| \| \| Sosineura mimica \| \| \| \| |
|  |                                                                             |
|  | Heterocrossa eriphylla                                                      |
|  |                                                                             |
|  | Sosineura mimica                                                            |
|  |                                                                             |

|  | Heterocrossa eriphylla |
|  |                        |
|  | Sosineura mimica       |
|  |                        |

|  | Phycomorpha metachrysa |
|  |                        |
|  | Copromorpha sp.        |
|  |                        |

|  | Carposina sp.                                                               |
|  |                                                                             |
|  | \| \| Heterocrossa eriphylla \| \| \| \| \| \| Sosineura mimica \| \| \| \| |
|  |                                                                             |
|  | Heterocrossa eriphylla                                                      |
|  |                                                                             |
|  | Sosineura mimica                                                            |
|  |                                                                             |

|  | Heterocrossa eriphylla |
|  |                        |
|  | Sosineura mimica       |
|  |                        |

|  | Carposina sp.                                                               |
|  |                                                                             |
|  | \| \| Heterocrossa eriphylla \| \| \| \| \| \| Sosineura mimica \| \| \| \| |
|  |                                                                             |
|  | Heterocrossa eriphylla                                                      |
|  |                                                                             |
|  | Sosineura mimica                                                            |
|  |                                                                             |

|  | Heterocrossa eriphylla |
|  |                        |
|  | Sosineura mimica       |
|  |                        |

## Conservazione
Nessuna specie appartenente a questo genere è stata inserita nella Lista rossa IUCN.

### Testi
- (EN) Barlow, H. S., An Introduction to the Moths of South East Asia, d'Abrera, B., Kuala Lumpur and Faringdon, U.K., The Malayan Nature Society and E.W. Classey, 1982,  pp. x+305; 50 pls, ISBN 978-0-86096-018-8, OCLC 252308130.
- (EN) Capinera, J. L. (Ed.), Encyclopedia of Entomology, 4 voll., 2nd Ed., Dordrecht, Springer Science+Business Media B.V., 2008,  pp. lxiii + 4346, ISBN 978-1-4020-6242-1, LCCN 2008930112, OCLC 837039413.
- (DE) Caradja, A. & Meyrick, E., Materialien zu einer microlepidopteren Fauna der chinesischen Provinzen Kiangsu, Chekiang und Hunan, Berlino, R. Friedländer & Sohn, 1935,  pp. 96, 6 figg., ISBN non esistente, OCLC 250284568.
- (EN) Clarke, J. F. G., Catalogue of the type specimens of Microlepidoptera in the British Museum, Natural history, described by Edward Meyrick, Vol. 2 - Stenomidae, Xyloryctidae, Copromorphidae, Londra, British Museum, 1955,  p. 531, DOI:10.5962/bhl.title.68439, ISBN non esistente, LCCN 57002435, OCLC 462750494.
- (EN) Common, I. F. B, Lepidoptera (Moths and Butterflies), pp. 765-866, in The Insects of Australia, a text book for students and research workers, Melbourne, CSIRO - Melbourne University Press, 1970,  pp. 1029; 8 tavv., ISBN non esistente, LCCN 70461097, OCLC 959804253.
- (EN) Common, I. F. B., Moths of Australia, Slater, E. (fotografie), Carlton, Victoria, Melbourne University Press, 1990,  pp. vi, 535, 32 con tavv. a colori, ISBN 978-0-522-84326-2, LCCN 89048654, OCLC 220444217.
- (EN) Diakonoff, A., Microlepidoptera of New Guinea. Results of the Third Archbold Expedition (American-Netherlands Indian Expedition 1938-1939) - Part III (PDF), collana Verhandelingen der Koninklijke Nederlandse Akademie van Wetenschappen, Afdeling Natuurkunde, (2)49, no. 4, Amsterdam, North-Holland Publishing Company, 1954,  pp. 1-164, 179 figg., ISBN non esistente, LCCN a53001811, OCLC 69050732.
- (DE) Diakonoff, A., Taxonomy of the higher groups of the Tortricoidea, in Strouhal, H. (a cura di), Verhandlungen des XI. Internationalen Kongresses für Entomologie: Wien, 17. bis 25. August 1960, Vol. 1 (96), Vienna, Organisationskomittee des XI. Internationalan Kongresses für Entomologie, 1961,  pp. XLIV, 803, ISBN non esistente, OCLC 245798528.
- (EN) Dugdale, J. S., Lepidoptera - annotated catalogue, and keys to family-group taxa (PDF), collana Fauna of New Zealand, Vol. 14, Wellington, Science Information Publishing Centre, 1988,  p. 262, ISBN 978-0-477-02518-8, OCLC 889154749.
- (EN) Fletcher, T. B., A list of the generic names used for Microlepidoptera, collana India. Dept. of agriculture. Memoirs. Entomological seres, Vol. 11, Calcutta, Government of Inda central publication branch, 1929,  pp. I-X; 1-244+2, ISBN non esistente, OCLC 4545236.
- (EN) Grimaldi, D. A.; Engel, M. S., Evolution of the insects, Cambridge [U.K.]; New York, Cambridge University Press, maggio 2005,  pp. xv + 755, ISBN 978-0-521-82149-0, LCCN 2004054605, OCLC 56057971.
- (FR) Guillermet, C., Les Hétérocères, ou papillons de nuit, de l'île de La Réunion, Vol. 4 - Familles des Tineidae, Gracillariidae, Yponomeutidae, Plutellidae, Glyphipterigidae, Lyonetiidae, Elachistidae, Oechophoridae, Batrachedridae, Stathmopodidae, Cosmopterigidae, Gelechiidae, Pterophoridae, Copromorphidae, Carposinidae, Immidae, Choreutidae, Tortricidae, Thyrididae, Hyblaeidae, Saint Gilles-les-bains (La Réunion), Parc National de La Réunion: Association N.D.P., 2011,  p. 556, ISBN 978-2-9540384-0-7, OCLC 946579533.
- (EN) Janse, A. J. T., The Moths of South Africa, Vol. 1, Durban, E.P. & Commercial Printing Co., 1932,  pp. xi+376+15tavv., ISBN non esistente, LCCN 33031872, OCLC 163065842.
- (EN) Kristensen, N. P. (Ed.), Handbuch der Zoologie / Handbook of Zoology, Band 4: Arthropoda - 2. Hälfte: Insecta - Lepidoptera, moths and butterflies, Kükenthal, W. (Ed.), Fischer, M. (Scientific Ed.), Teilband/Part 35: Volume 1: Evolution, systematics, and biogeography, ristampa 2013, Berlino, New York, Walter de Gruyter, 1999  [1998],  pp. x, 491, ISBN 978-3-11-015704-8, OCLC 174380917.
- (FR) Legrand, H., Lépidoptères des îles Seychelles et d'Aldabra, collana Mémoires du Museum national d'histoire naturelle. Série A, Zoologie, Vol. 37, Parigi, Éd. du Muséum, 1966  [1965],  pp. 1–210, tavv. 1–16, ISBN non esistente, OCLC 491012329.
- (EN) Meyrick, E., Exotic Microlepidoptera (PDF), Vol. 1, Londra, Taylor & Francis, 1913  [1912],  pp. 1-640, DOI:10.5962/bhl.title.9241, ISBN non esistente, LCCN 73420356, OCLC 427838628.
- (EN) Meyrick, E., Exotic Microlepidoptera (PDF), Vol. 3, Londra, Taylor & Francis, 1923,  pp. 1-640, ISBN non esistente, LCCN 73420356, OCLC 10581383.
- (EN) Meyrick, E., Insects of Samoa and other Samoan terrestrial arthropoda (PDF), Vol. 3 (Lepidoptera), Londra, Order of the Trustees of the British museum, 1927  [1927-1935],  p. 289, ISBN non esistente, LCCN 37037961, OCLC 916614055.
- (EN) Meyrick, E., Exotic Microlepidoptera, Vol. 4, Londra, Taylor & Francis, 1930,  p. 642, ISBN non esistente, LCCN 73420356, OCLC 923574154.
- (EN) Parker, S. B. (Ed.), Synopsis and classification of living organisms, vol. 2, New York, McGraw-Hill, 1982,  pp. 1119, ISBN 978-0-07-079031-5, LCCN 81013653, OCLC 7732464.
- (EN) Robinson, G. S. & Nielsen, E. S., Tineid genera of Australia (Lepidoptera), East Melbourne, Victoria, CSIRO Publishing, gennaio 1993,  p. 344, ISBN 978-0-643-10510-2, LCCN 96164653, OCLC 488138348.
- (EN) Robinson, G. S.; Tuck, K. R.; Shaffer, M., A field guide to the smaller moths of South-East Asia, Kuala Lumpur, Malaysia, Malaysian Nature Society, 1994,  p. 308, ISBN 9789839681130, OCLC 31763421.
- Schenkl, F.; Brunetti, F., Dizionario Greco-Italiano/Italiano-Greco, a cura di Meldi, D., collana La creatività dello spirito, Berrettoni G. (nota bibliografica), La Spezia, Casa del Libro - Fratelli Melita Editori, dicembre 1991  [1990],  pp. xviii, 972, 14 tavv., 538, ISBN 978-88-403-6693-7, OCLC 797548053.
- (EN) Scoble, M. J., The Lepidoptera: Form, Function and Diversity, seconda edizione, London, Oxford University Press & Natural History Museum, 2011  [1992],  pp. xi, 404, ISBN 978-0-19-854952-9, LCCN 92004297, OCLC 25282932.
- (EN) Sobczyk, T., World Catalogue of Insects, Vol. 10 - Psychidae (Lepidoptera), Stenstrup, Apollo Books, 2011,  p. 467, ISBN 978-87-88757-98-9, ISSN 1398-8700 (WC · ACNP), LCCN 2006356329, OCLC 928842464.
- (EN) Stehr, F. W. (Ed.), Immature Insects, 2 volumi, seconda edizione, Dubuque, Iowa, Kendall/Hunt Pub. Co., 1991  [1987],  pp. ix, 754, ISBN 0-7181-1423-X, LCCN 85081922, OCLC 13784377.